# Gameserver
Een gameserver is een server die via een netwerk game-clients met elkaar verbindt. Dat wil zeggen: een gameserver is een computerprogramma dat andere programma's, de spellen die op de computers van de verschillende spelers staan, met elkaar verbindt. Het is een soort "dienstverlener". Met games wordt hier bedoeld spellen die vanaf een lokale computer draaien en dus geen online games zoals Flashspelletjes. Een gameserver is een essentieel onderdeel van een online game omdat de clients elkaar zonder server niet kunnen vinden. Meestal is een geldige activatiecode of seriecode nodig om op de server te kunnen komen. Als een client online wil gaan spelen moet hij eerst toestemming vragen aan de server. In dit eerste bericht worden meestal een vast aantal zaken vermeld: gebruikersnaam, wachtwoord, ipadres, land, tijdzone, activatiecode en eventueel de host. Nadat de server het verzoek heeft geaccepteerd wordt er een verbinding opgezet. Dit houdt in dat het verkeer niet onderbroken wordt tenzij een van de twee de verbinding verliest.

## Typen gameservers
Er wordt onderscheid gemaakt tussen twee soorten servers:

### Connectiegameserver
Deze server ontvangt verzoeken van de clients en verbindt de client aan andere spelers. Hierna is de taak van de gameserver meestal klaar. Dit type server wordt gebruikt omdat clients elkaar niet kunnen vinden zonder te weten naar wie ze zoeken. Dit is de meest simpele vorm van een gameserver en wordt veel gebruikt bij LAN-games die alleen over een intern netwerk gaan (LAN-party).

### Spelgameserver
Dit soort gameservers is een stuk gecompliceerder omdat de server ook na het verbinden van de spelers in of om het spel blijft om bijvoorbeeld de punten bij te houden en dit na afloop op te slaan. Bij dit type gameservers is meestal een gebruikersnaam of e-mailadres en een wachtwoord nodig om te kunnen spelen. Vaak is een gameserver als deze gekoppeld aan een database om de gegevens van de spelers in op te slaan. Hiervoor is ook vaak een activatiecode vereist die wordt gecontroleerd door de gameserver om piraterij te voorkomen. Deze gameserver wordt vaak gebruikt voor spellen over het internet voor meerdere platforms (Xbox Live, PlayStation Network en WiiWare) en een breedband connectie is dus ook vereist.
Enkele spellen die dit type gameserver gebruiken:
- Call of Duty
- Halo 3
- World of Warcraft
- Silkroad Online
- Minecraft
- Battlefield